# Współczynnik rozgałęzienia (fizyka)
Współczynnik rozgałęzienia – pojęcie stosowane w fizyce jądrowej i fizyce cząstek elementarnych, przy analizie rozpadu promieniotwórczego. W sytuacji, gdy to samo jądro lub cząstka może rozpaść się na różne sposoby (różne cząstki końcowe), współczynnikiem rozgałęzienia nazywamy prawdopodobieństwo rozpadu do konkretnego stanu końcowego, czyli stosunek liczby cząstek rozpadających się w ten sposób, do całkowitej liczby rozpadów. Na przykład mezon π0 na ogół rozpada się na dwa fotony, ale w około 1,2% przypadków może rozpaść się na foton, elektron i pozyton. Mówimy więc, że współczynnik rozgałęzienia na rozpad na dwa fotony wynosi 0,988, zaś na rozpad {\displaystyle \gamma e^{+}e^{-}} – 0,012.
Suma współczynników rozgałęzienia na wszystkie możliwe sposoby (mody) rozpadu musi wynosić 1.
Czasami wprowadza się pojęcia cząstkowej stałej rozpadu równej stałej rozpadu pomnożonej przez współczynnik rozgałęzienia na dany rodzaj rozpadu i cząstkowego czasu życia równego odwrotności cząstkowej stałej rozpadu.